# Orcaella heinsohni
L'orcella australiana (Orcaella heinsohni) è una specie di delfino scoperta di recente e classificata scientificamente solo nel 2005.
È strettamente imparentata all'orcella asiatica, ed è spesso confusa con questa specie a causa dell'aspetto molto simile, ma, mentre l'orcella australiana ha la pelle di tre colori, l'orcella asiatica ne presenta solo due, e vi sono inoltre differenze minori nella forma del cranio e delle pinne.

## Scoperta
L'orcella australiana è la prima nuova specie di delfino descritta in 56 anni, ed è un caso insolito fra i mammiferi scoperti di recente che una popolazione sia accessibile a studi scientifici.
L'esistenza di questi delfini nelle acque dell'Australia nord occidentale è divenuta nota solo nel 1948, quando il teschio di un esemplare, apparentemente catturato e mangiato dagli aborigeni, è stato ritrovato nella baia di Melville (Penisola di Gove, territorio del Nord). La scoperta rimase ignorata finché non fu trattata da Johnson, e subito dopo un capitano olandese non pubblicò le sue osservazioni della specie allora sconosciuta.
Le analisi condotte su campioni di DNA prelevati dalla popolazione di delfini al largo della costa di Townsville, Queensland, attestarono la validità dell'ipotesi avanzata che quella popolazione costituisse una nuova specie.
L'olotipo di riferimento è rappresentato dal teschio e da alcune ossa di un maschio adulto trovato soffocato in una rete per squali nella Horseshoe bay, Queensland, il 21 aprile del 1972. Aveva circa 11 anni al momento della morte.
La classificazione tassonomica, Orcaella heinsohni, è stata scelta in onore di George Heinsohn, un biologo australiano che ha lavorato alla James Cook University "per i suoi lavori pionieristici sugli odontoceti dell'Australia nord orientale, inclusa la raccolta e l'analisi iniziale degli esemplari campione di Orcaella heinsohni che rappresentano la base della maggior parte delle conoscenze su questa nuova specie."

## Descrizione

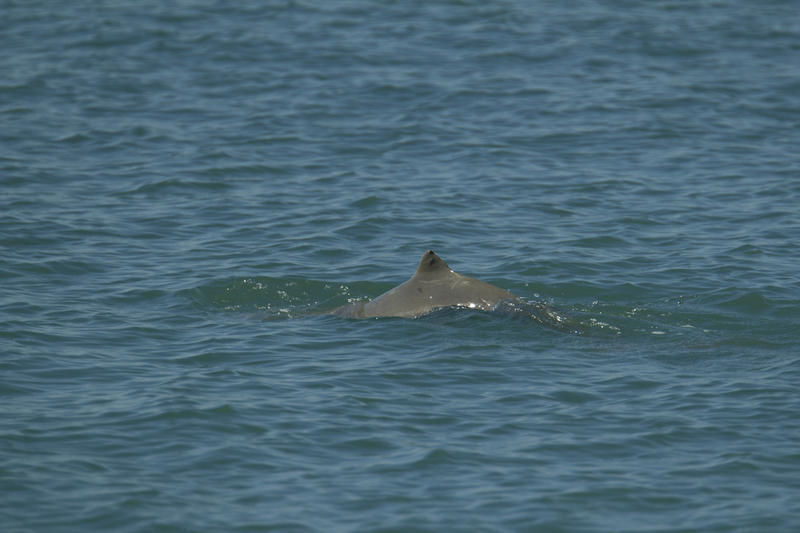
Pinna dorsale dell'orcella australiana

O.heinsohni ha una colorazione distinta in tre tonalità, con un capo più scuro, il ventre bianco ed una tinta intermedia dal grigio chiaro al marroncino sul dorso e sui fianchi. La fronte è arrotondata, al contrario delle altre specie di delfino in Australia, e la pinna dorsale, smussata e molto piccola (meno di 30 cm), situata nella metà posteriore del corpo, distingue questa specie dagli altri delfini della stessa zona. La mancanza di solchi su ciascun lato del dorso, la presenza di una piega che separa la testa dal collo e l'assenza del becco la distinguono ulteriormente dalle altre specie affini. Le dimensioni dei maschi possono raggiungere una lunghezza di 2,7 metri, mentre le femmine, leggermente più piccole, arrivano a 2,3 metri.

## Distribuzione e conservazione
Le informazioni sulla diffusione e lo stato di conservazione dell'orcella australiana sono ancora preliminari. Nell'oceano Pacifico al largo di Townsville, è stata individuata una popolazione di circa 200 esemplari. Ci si aspetta che la diffusione della specie si estenda alla Papua Nuova Guinea, ma che la maggioranza degli individui viva nelle acque australiane. Si suppone che la specie non sia comune, e per questo gli è stata assegnata un'alta priorità di conservazione. La IUCN classifica la specie come vulnerabile. Le minacce alla sopravvivenza delle orcelle australiane includono il soffocamento in reti da pesca o antisqualo, mentre la probabile caccia da parte delle popolazioni indigene (supposta in base al ritrovamento dell'esemplare del 1948) sembra non essere una minaccia rilevante.